# 1084
| Calendário gregoriano                                                        | 1084 MLXXXIV                                          |
| Ab urbe condita                                                              | 1837                                                  |
| Calendário arménio                                                           | 533 – 534                                             |
| Calendário bahá'í                                                            | -760 – -759                                           |
| Calendário budista                                                           | 1628                                                  |
| Calendário chinês                                                            | 3780 – 3781 Início a 9 de fevereiro (aproximadamente) |
| Calendário copta                                                             | 800 – 801                                             |
| Calendário etíope                                                            | 1076 – 1077                                           |
| Calendários hindus - Vikram Samvat - Calendário nacional indiano - Cáli Iuga | 1139 – 1140 1005 – 1006 4184 – 4185                   |
| Calendário Holoceno                                                          | 11084                                                 |
| Calendário islâmico                                                          | 476 – 477                                             |
| Calendário judaico                                                           | 4844 – 4845                                           |
| Calendário persa                                                             | 462 – 463                                             |
| Calendário rúnico                                                            | 1334                                                  |
| Calendário solar tailandês                                                   | 1627                                                  |

1084 (MLXXXIV, na numeração romana) foi um ano bissexto do século XI do Calendário Juliano, da Era de Cristo, e as suas letras dominicais foram G e F (52 semanas), teve início a uma segunda-feira e terminou a uma terça-feira.
No território que viria a ser o reino de Portugal estava em vigor a Era de César que já contava 1122 anos.
| Ano completo                            |
| --------------------------------------- |
| Ano bissexto com início à segunda-feira |

## Nascimentos
- Hugo II, Duque da Borgonha faleceu em 1143. foi duque da Borgonha desde 1103 e até à sua morte.
- Ramiro II de Aragão m. 1157), rei de Aragão.